# Bruno Sacco
Bruno Sacco (Udine, 12 novembre 1933 – Sindelfingen, 19 settembre 2024) è stato un designer italiano con cittadinanza tedesca, noto per la sua quarantennale collaborazione con la casa automobilistica tedesca Mercedes-Benz.

## Biografia

### Primi anni
La sua infanzia fu piuttosto movimentata: il padre, reclutato nel corpo degli alpini, era sempre in missione. Nel 1940, in piena seconda guerra mondiale, Bruno, assieme alla madre, si trasferì presso i nonni a Tarvisio. In quegli anni di passaggio dall'infanzia all'età adulta, Sacco fece la spola tra Tarvisio e Udine, dove iniziò a frequentare le scuole superiori e dove nel 1951 ottenne il diploma. Fu in quel periodo che iniziò a maturare la passione per l'automobile: ciò avvenne quando Sacco vide girare per le strade di Tarvisio una Studebaker, le cui forme lo incantarono. Dopo aver frequentato il Politecnico di Torino, presso la facoltà di ingegneria meccanica, in seguito decise tuttavia d'indirizzarsi verso il design: iniziò a collaborare con la Ghia e di lì a poco si inserì nel mondo del design automobilistico.

### Approdo alla Daimler-Benz

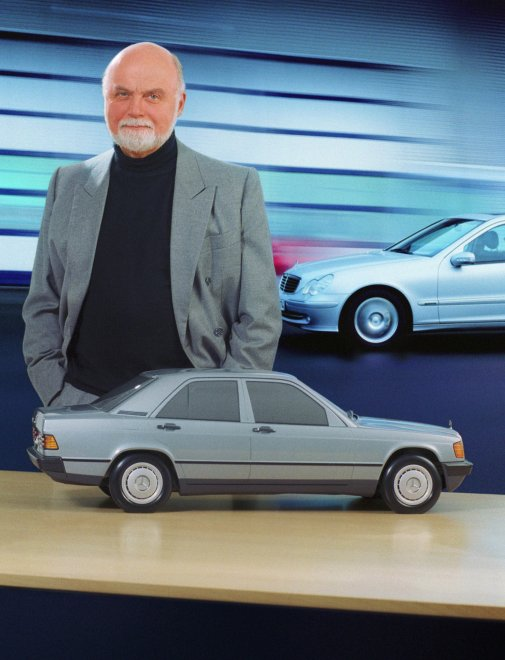
Sacco accanto alla maquette di una Mercedes-Benz 190 (1982), ritenuta da lui stesso l'auto più emblematica della sua carriera.

Il 13 gennaio 1958 Sacco cominciò la sua lunga attività al Centro Stile della Daimler-Benz, dove rimase per oltre quarant'anni.
L'anno seguente, Sacco si sposò con Annemarie, da cui nel 1960 nacque la loro figlia Marina.
I primi compiti affidati a Sacco riguardarono la super-ammiraglia 600 e la sportiva SL Pagoda. In realtà, come lo stesso Sacco avrebbe ammesso in seguito, ci vollero diversi anni affinché egli riuscisse a entrare nell'ottica del lavoro all'interno dello Stilistabteilung, il reparto stile della Daimler-Benz. In ogni caso, Sacco si impegnò non solo nella produzione di serie, ma anche in concept car e prototipi sperimentali come la C111.
Nel 1975 divenne capo designer del marchio Mercedes-Benz. Da questo momento riuscì a concretizzare la sua filosofia progettuale, esemplificata in due concetti fondamentali, due linee base che costituiscono il suo credo stilistico e che vengono definite come omogeneità orizzontale e affinità verticale: mentre la prima impone un family feeling evidente tra i modelli componenti una gamma in un certo periodo, la seconda tende a modernizzare un modello di generazione in generazione, ma senza sminuire i valori estetici del modello precedente. Ciò assicurò un design senza tempo ai modelli Mercedes-Benz dell'era Sacco.

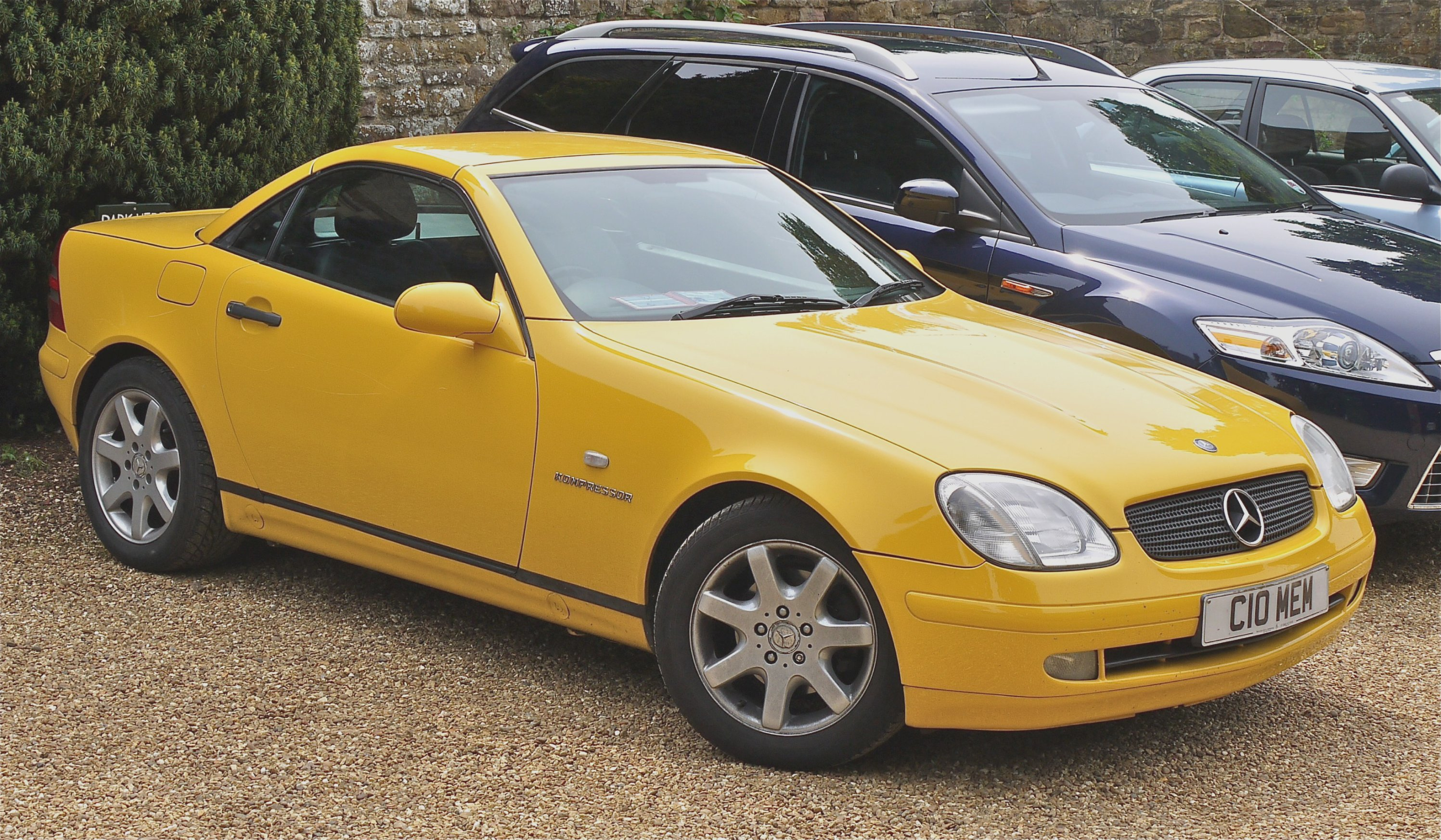
Una Mercedes-Benz SLK (1996), tra le ultime creazioni di Sacco.

Tra la metà degli anni 70 e la fine degli anni 90 Sacco diede una decisa impronta stilistica all'intera produzione automobilistica di Stoccarda. In particolare, nel suo ultimo decennio di attività, decise la diversificazione della gamma Mercedes-Benz in altri modelli: sia di dimensioni compatte, come Smart o Classe A, sia per quanto riguarda le sportive, per esempio con la nascita della SLK, sia ancora per quanto riguarda i SUV, come per esempio con il debutto della Classe ML.
Nel 1999 andò in pensione; la sua eredità in seno al marchio Mercedes-Benz venne raccolta da Peter Pfeiffer. Inserito nel 2007 nella automotive Hall of Fame, Sacco morì nel 2024 all'età di 90 anni.